# Economia da Jamaica
Na Jamaica, a agricultura é a principal atividade econômica e concentra-se na plantação de cana-de-açúcar, recebendo investimentos inclusive na contratação de mão-de-obra infantil para exportação agrícola inspirado no modelo econômico indiano de zonas livres de impostos para esta atividade. Apenas 12% da população recebe seguridade social ao longo da vida em 2013. Além desta cultura, o solo jamaicano favorece o cultivo de mandioca, milho, café, cacau, banana, frutas cítricas (limão, laranja e abacaxi) e tabaco. Além da agricultura, o país se destaca na mineração, sendo um dos maiores exportadores mundiais de bauxita. O setor pesqueiro e o turismo também são atividades importantes.
A ilha localiza-se em uma zona equatorial em que o clima é, durante todo ano, quente e úmido, com pluviosidade alta, chuvas bem distribuídas e pouca variação de temperatura, o que favorece um bom desenvolvimento agrícola. Seu solo é rico, logo, é propício para distintas culturas.
Na pecuária, a Jamaica investe na criação de gado, que fornece alimento e couro, utilizam a força animal e também o esterco. Na indústria, há a produção de rum, açúcar, fertilizantes e tecidos. Além da bauxita e do açúcar, o país exporta alumínio, tecidos e produtos petrolíferos refinados no próprio país. O país é grande importador de madeira, petróleo, produtos químicos, alimentos e máquinas.
Por possuir riquíssima flora e fauna, além de seus traços culturais, a Jamaica atrai milhões de turistas todo o ano, e são estes que compõem grande parte de sua economia.
A descoberta de jazidas de bauxita na década de 1940 mudou a economia do território, até então baseada apenas no cultivo de cana-de-açúcar e banana. Na década de 1970 o país se tornou o maior produtor mundial deste minério.
O país possui muitas facilidades para investidores, incluindo facilidades para repatriar o capital, a postergação do pagamento de impostos por vários anos, além da isenção de impostos e taxas para a importação de bens de capital destinados a empreendimentos aprovados. Mas apesar destes benefícios, a indústria de vestuário têm sofrido redução em suas receitas de exportação e também com o fechamento de fábricas.

## Comércio exterior
Em 2019, o país foi o 110º maior exportador do mundo (US $ 5,9 bilhões). Já nas importações, em 2020, foi o 115º maior importador do mundo: US $ 6,3 bilhões.

## Setor primário

### Agricultura
A Jamaica produziu, em 2019:
- 774 mil toneladas de cana-de-açúcar;
- 165 mil toneladas de inhame;
- 109 mil toneladas de banana;
- 99 mil toneladas de coco;
- 72 mil toneladas de laranja;
- 56 mil toneladas de abóbora;
- 45 mil toneladas de grapefruit;
- 43 mil toneladas de batata doce;
- 33 mil toneladas de abacaxi;
- 28 mil toneladas de tomate;
- 26 mil toneladas de mandioca;
- 25 mil toneladas de limão;
- 25 mil toneladas de cenoura;
- 18 mil toneladas de pimenta;
- 16 mil toneladas de melancia;
- 16 mil toneladas de espinafre;
- 15 mil toneladas de batata;
- 11 mil toneladas de mamão;
- 5,5 mil toneladas de café;

Além de outras produções de outros produtos agrícolas.

### Pecuária
Na pecuária, a Jamaica produziu, em 2019: 134 mil toneladas de carne de frango; 196 milhões de litros de leite de cabra, entre outros.

## Setor secundário

### Indústria
O Banco Mundial lista os principais países produtores a cada ano, com base no valor total da produção. Pela lista de 2019, a Jamaica tinha a 134ª indústria mais valiosa do mundo (US $ 1,2 bilhões).
A indústria do país é baseada em: alimentos, têxteis, cimento, máquinas agrícolas e o famoso rum jamaicano.

### Energia
Nas energias não-renováveis, em 2020, o país não produzia petróleo. Em 2012, o país consumia 74 mil barris/dia (87º maior consumidor do mundo). Em 2013 era o 67º maior importador do mundo (24,1 mil barris/dia). Em 2015, o país não produzia gás natural. O país não produz carvão.
Nas energias renováveis, em 2020, a Jamaica não produzia energia eólica nem energia solar.

### Mineração
Em 2019, o país era o 7º maior produtor mundial de bauxita.

## Turismo
O turismo é um setor importante na economia do país. Em 2018, a Jamaica recebeu 2,4 milhões de turistas internacionais. As receitas do turismo, em 2018, foram de US $ 3,0 bilhões.
A Jamaica atrai milhões de turistas por suas paisagens exuberantes em flora e fauna, praias ensolaradas e uma infraestrutura que oferece bons hotéis, balneários litorâneos e eficiente sistema de transportes e comunicações.